# 畑神社 (飯能市)
畑神社（はたけじんじゃ）は、埼玉県飯能市の神社。

## 歴史
創建年代は不明である。当社は当地にあった多くの神社を合祀したものである。元となった「牛頭天王社」と「金毘羅権現社」は1869年（明治2年）にそれぞれ「八雲社」「琴平社」に改称し合殿となった。1872年（明治5年）、近代社格制度に基づく「村社」に列せられた。1907年（明治40年）の神社合祀により合殿の琴平社と境内にあった「八幡社」を八雲社に合祀、周辺の8社（摂末社含む）も合祀された。そして「下畑神社」、続いて「畑神社」に改称した。
多くの神社を合祀したため、旧各社の別当寺は金蓮寺、光明寺、薬王寺の3寺となっており、氏子組織も3寺の檀家ごとに組織されている。

## 交通アクセス
- 路線バス美杉台ニュータウン停留所より徒歩21分。